# Klaushof (Pfieffe)
Koordinaten: 51° 6′ 13″ N, 9° 45′ 17″ O
Klaushof ist ein Gutshof im Südosten der Gemarkung von Pfieffe, einem Stadtteil von Spangenberg im nordhessischen Schwalm-Eder-Kreis.
Der Hof liegt etwa 1,6 km südöstlich von Pfieffe auf 345 m Höhe unweit westlich der hier vor den Ausläufern des Stölzinger Gebirges nordwärts zur Pfieffe fließenden Dürren Pfieffe. In unmittelbarer Nähe südöstlich befinden sich der Burgstall der einstigen Burg Pfieffe und die Wüstung Gozenwinden. Der Hof wurde 1931 errichtet und befindet sich in Privatbesitz.